# Adrián Scifo
Adrián Miguel Scifo (Monte Caseros, 10 de octubre de 1987) es un futbolista argentino. Juega de mediocampista o defensa y su equipo actual es Villa San Carlos.

## Trayectoria

### Nueva Chicago
Scifo es un futbolista surgido de la cantera del Club Atlético Nueva Chicago que debutó en el año 2008. Desde allí, logró empezar a afirmarse hasta convertirse en un mediocampista primordial. Supo jugar de defensor lateral y hasta de volante central. Fue un jugador clave para el ascenso de Nueva Chicago a la Primera B Nacional.
Cumplió 100 partidos con la camiseta de Chicago en un partido contra Defensores de Belgrano en la fecha 18 de la temporada 2011/12. Esa misma temporada su equipo descendería a la tercera división del fútbol argentino.
Logró su segundo ascenso con la camiseta verdinegra el 17 de mayo de 2014. Esta vez su equipo fue el campeón de la Primera B, siendo un referente del plantel y afirmado como titular nuevamente.

### Quilmes
Luego de su ascenso con Chicago a la B Nacional, el Quilmes Atlético Club de la Primera División de Argentina decidió contratarlo por 18 meses. En su primer semestre, disputó 12 partidos convirtiendo 1 gol. Sin duda, su primera experiencia en la máxima categoría del fútbol argentino se caracterizó por buenas actuaciones a pesar de que su equipo no lograra cosechar muchos puntos.

### Unión Española
Tras finalizar su contrato con Quilmes, Scifo firmó por un año con la Unión Española.

### Sarmiento de Junín
El 1 de enero de 2016 Ahora firmar para Sarmiento de Junín para el periodo 2017.

## Estadísticas
| Nueva Chicago Argentina                                 | 2008-09             | 22  | 2 | - | - | - | - | 22  | 2 |
| Nueva Chicago Argentina                                 | 2009-10             | 34  | 1 | - | - | - | - | 34  | 1 |
| Nueva Chicago Argentina                                 | 2010-11             | 41  | 2 | - | - | - | - | 41  | 2 |
| Nueva Chicago Argentina                                 | 2011-12             | 24  | 2 | 1 | 0 | - | - | 25  | 2 |
| Nueva Chicago Argentina                                 | 2012-13             | 27  | 0 | - | - | - | - | 27  | 0 |
| Nueva Chicago Argentina                                 | 2013-14             | 35  | 0 | 1 | 0 | - | - | 36  | 0 |
| Nueva Chicago Argentina                                 | Total Chicago       | 183 | 7 | 2 | 0 | - | - | 185 | 7 |
| Quilmes Argentina                                       | 2014                | 12  | 1 | 2 | - | - | - | 12  | 1 |
| Quilmes Argentina                                       | Total Quilmes       | 34  | 1 | 2 | - | - | - | 36  | 1 |
| Total en su carrera                                     | Total en su carrera | 202 | 8 | 2 | 0 | - | - | 221 | 8 |
| Última actualización: Quilmes vs. River Plate, 14.12.14 |                     |     |   |   |   |   |   |     |   |
| (1) La copa nacional se refiere a la Copa Argentina.    |                     |     |   |   |   |   |   |     |   |

## Palmarés
| Club          | Campeonato                | País      | Año     |
| ------------- | ------------------------- | --------- | ------- |
| Nueva Chicago | B Metropolitana (Ascenso) | Argentina | 2011-12 |
| Nueva Chicago | B Metropolitana           | Argentina | 2013-14 |